# قوة المهام المدنية المشتركة

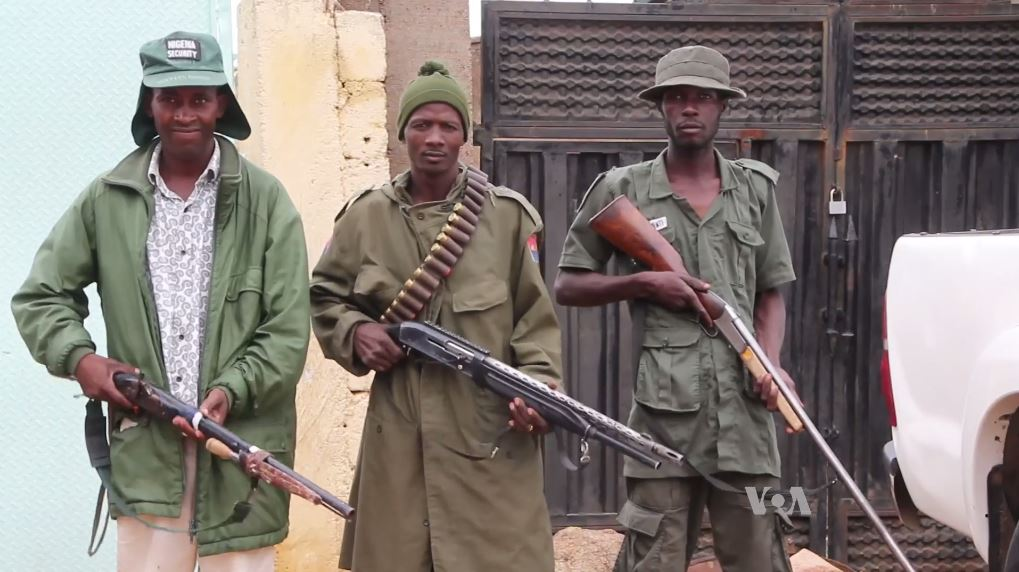
أعضاء من قوة المهام المدنية المشتركة.

قوة المهام المدنية المشتركة هي مجموعة مشتتة من المسلحين تم تشكيلها في مايدوغوري ولاية برنو في نيجيريا للمساعدة في طرد مقاتلي بوكو حرام من مدينتهم. تمتلك المجموعة أسلحة أساسية ولديها عضوات من النساء. يبلغ تعداد مجموعة الحراس أكثر من 26.000 في شمال شرق ولايتي بورنو ويوبي، منهم 1800 فقط يتقاضون راتباً (50 دولاراً في الشهر). تكبدت قوة المهام المشتركة حوالي 600 ضحية في النزاع، بحساب الأعضاء المفقودين والمفقودين.
اتُهمت قوة المهام المشتركة بارتكاب انتهاكات، بما في ذلك ذبح الرجال بجوار مقبرة جماعية، وتحويل الطعام المخصص للعائلات الجائعة لغيرهم، وضرب الرجال وتعريض النساء والفتيات للعنف الجنسي المنهجي في المخيمات.